# غنة غرغي (ده كردي)
غنة غرغي (بالفارسية: گنه گرگی) هي قرية تقع في إيران في البلدة المركزية. يقدر عدد سكانها بـ 28 نسمة .